# Stadtfriedhof Berenbostel

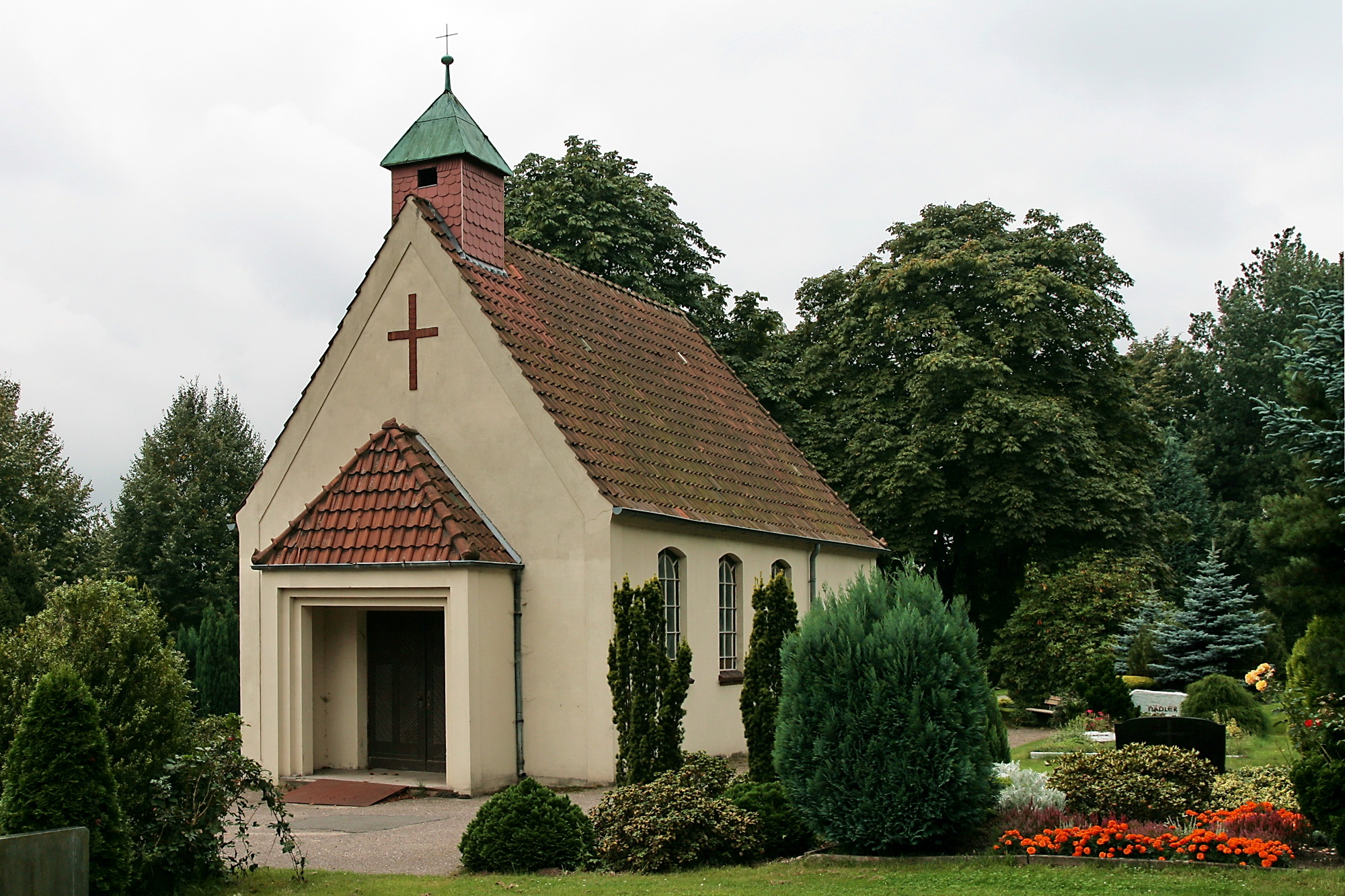
Die „alte“ Friedhofskapelle auf dem Stadtfriedhof Berenbostel

Der Stadtfriedhof Berenbostel in Garbsen, Stadtteil Berenbostel, findet sich an der Dorfstraße Ecke Auf dem Schacht.

## Geschichte
Obwohl die Gemarkung der heutigen Stadt Garbsen „eine der bedeutsamsten und zugleich übersichtlichsten vorgeschichtlichen Fundstätten Niedersachsens“ umfasst, deren Besiedlungsspuren Hinweise auf sämtliche in diesem Raum zu findenden Kulturen zwischen der letzten Eiszeit und dem Mittelalter enthalten, hatte der Ort Berenbostel jahrhundertelang keinen eigenen Friedhof – und auch keine eigene Kirche. Die Bewohner Berenbostels besuchten für Taufen, Trauungen und zur Konfirmation daher die Martinskirche in dem heute zu Langenhagen zählenden Ortsteil Engelbostel. Ihre Trauerfeiern aber begannen die Berenbosteler im Haus der Verstorbenen, wo die Leichen üblicherweise zunächst aufgebahrt wurden und nach der Trauerzeremonie mit einem Trauerzug bis zur Grabstelle auf dem Friedhof in Engelbostel begleitet wurden.
Erst nach dem Ersten Weltkrieg und zur Zeit der Weimarer Republik stellten die Bauern Meyer und Finke im Jahr 1926 Land zur Anlage eines anfangs kleinen Friedhofes zur Verfügung.
Als nach dem Zweiten Weltkrieg vor allem durch den Zuzug zahlreicher Flüchtlinge und Vertriebener die Einwohnerzahl Berenbostels stark anstieg, wurde die bisherige Friedhofsfläche bald zu eng für weitere Tote. Daher organisierten die Berenbosteler eine Sammlung, mit deren Geld sie weiteres Land zur Friedhofserweiterung ankaufen und – in Eigenarbeit – sogar die kleine Kapelle auf dem Gebiet des alten Friedhofes erbauen konnten.